# سامسونگ اس‌جی‌اچ-ئی۹۰۰

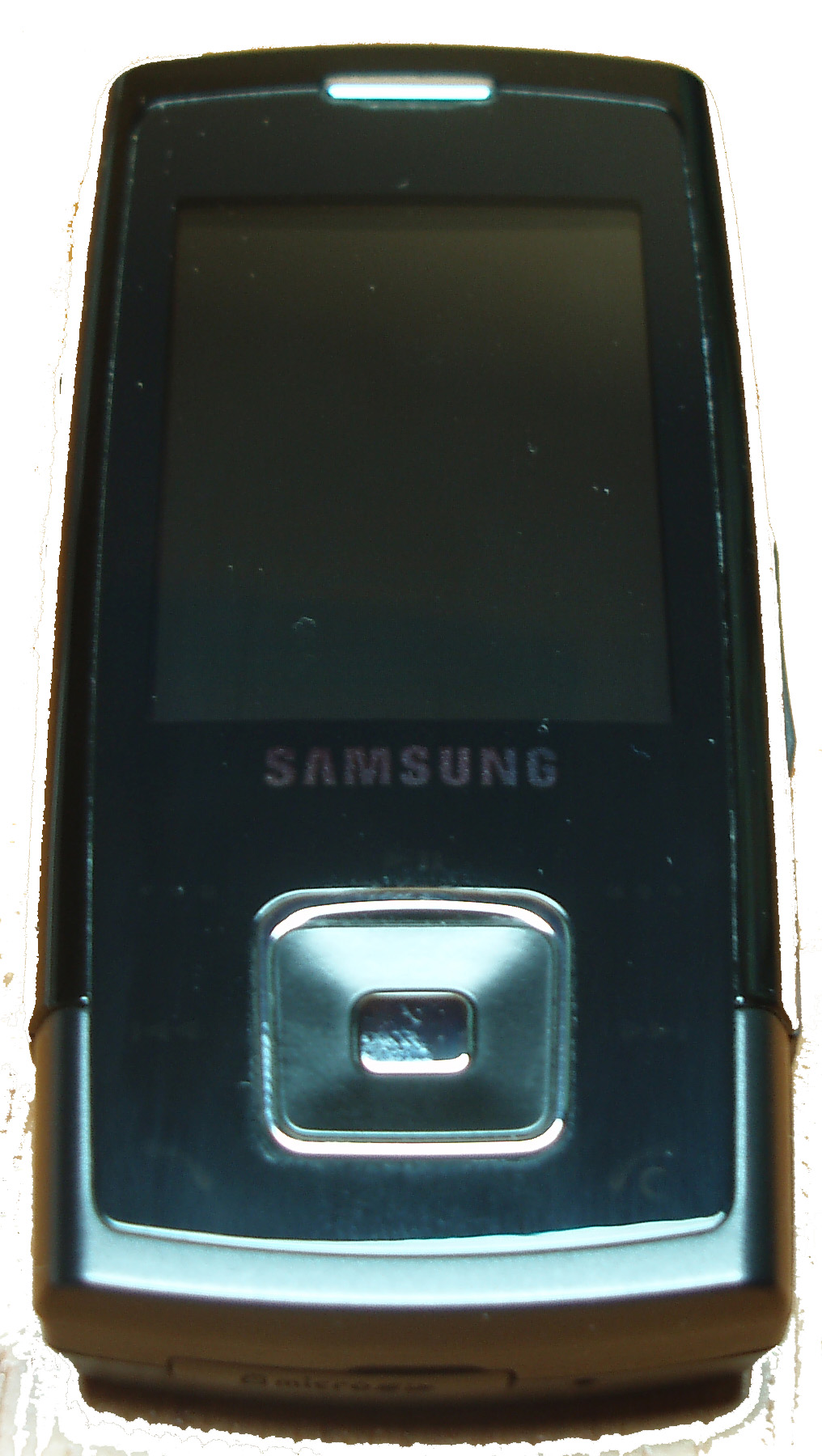
تصویر تلفن همراه Samsung SGH-E900

سامسونگ اس‌جی‌اچ-ای۹۰۰ (به انگلیسی: Samsung SGH-E900) در سال 2006 معرفی شد. این تلفن همراه ، با طراحی کشویی در زمان عرضه یک موبایل رده بالا محسوب می‌شد.

## مشخصات فنی
دوربین 2 مگاپیکسلی (1600x1200)
پخش کننده موسیقی (فرمت های MP3، ACC/ACC+، e-AAC+، WMA)
بلوتوث (با A2DP) / USB
نمایشگر اسناد برای فایل های DOC XML و PPT / خروجی تلویزیون
بازی های جاوا - 6 بازی در تلفن موجود است اما فقط 2 بازی رایگان
استندبای باتری: 220 ساعت
80 مگابایت حافظه داخلی